# Andrea Sailer

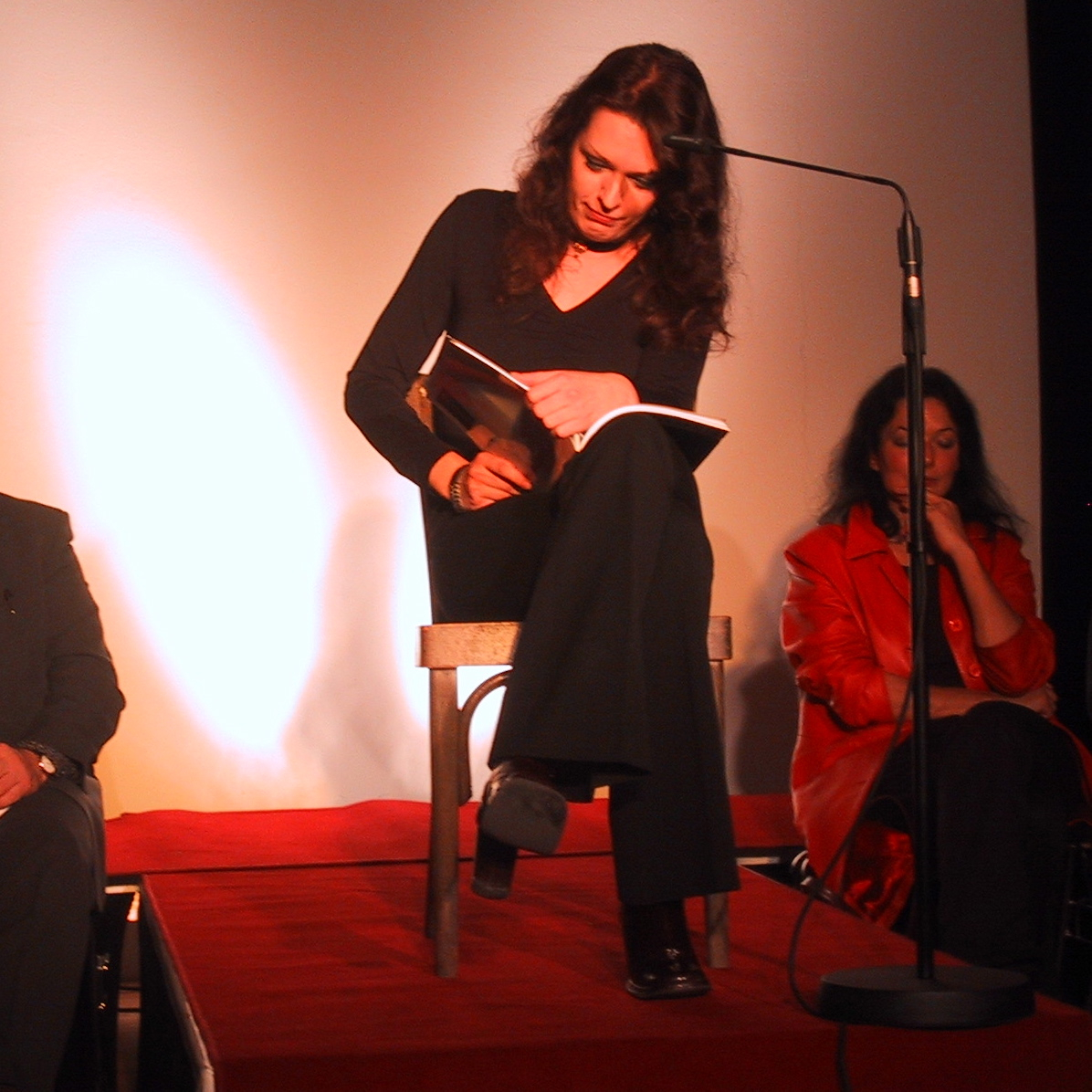
Andrea Sailer im Literaturhaus Graz (2003)

Andrea Sailer (* 1972 in Weiz) ist eine österreichische Autorin.

## Leben
Andrea Sailer studierte Philosophie, Anglistik und Amerikanistik in Graz. Sie hat bisher Gedichte, Erzählungen und  Romane veröffentlicht, teils als Buchpublikationen, aber auch in diversen Zeitschriften und Anthologien. Auch im Rundfunk sind Beiträge von ihr erschienen, unter anderem die Kolumne „Gedanken zur Zeit“.  2001 erstellte sie für die steirische Landesausstellung in Weiz eine literarische Rauminstallation mit dem Titel „Spiritueller Weg - 7 Quellen zur Kraft“, der in der Emanuelkapelle der Wallfahrtskirche Weizberg gezeigt wurde. Im Jahr 2019 wirkte sie bei der Neugestaltung der Webseite des Spirituellen Weges in Weiz mit.
Andrea Sailer lebt in Weiz.

## Einzelpublikationen
- Paradiese, Leykam, Graz 2015
- Einstweilen wird es Abend. Leykam, Graz 2012
- Von Käfern und Menschen. Leykam, Graz 2007
- Warteräume. Vier-Viertel-Verlag, Strasshof 2004
- Gedanken zur Zeit, Steirische Verlags-Gesellschaft, Graz 2000
- Saisonschluss, Leykam, Graz 1998
- Am Ende des Tages, Leykam, Graz 1996

## Auszeichnungen
- 1997 Literaturförderungspreis der Stadt Graz
- 1998 Bertelsmann-Literaturkursstipendium
- 2002 Österreichischer Frauenkunstpreis